# Bahnhof Bad Salzhausen
Der Bahnhof Bad Salzhausen ist ein Haltepunkt im Stadtteil Bad Salzhausen der oberhessischen Stadt Nidda. Er liegt in städtebaulicher Randlage an der Nordseite des Kurgartens.

## Geschichte
Das Empfangsgebäude, ein flacher eingeschossiger Satteldachbau, wurde um 1900 an der 1897 in Betrieb genommenen Bahnstrecke Beienheim–Schotten errichtet. Die tragende Stahlkonstruktion ahmt Fachwerkbauweise nach. An seiner südwestlichen Seite schließt an die ehemaligen Diensträume eine zum Teil kunstvoll verglaste Wartehalle an. An seiner nordöstlichen Seite ergänzte ein in gleicher Bauweise errichtetes Toilettenhäuschen die Anlage, bis die Eisenbahn das Häuschen abriss. Zugehörig war außerdem ein gusseiserner Trinkbrunnen, der jedoch gestohlen wurde. Das Empfangsgebäude war Teil des seit 1826 mit Nachdruck betriebenen Programms zum Ausbau des Ortes zum Heilbad. Bis 1980 war die Fahrkartenausgabe noch besetzt, danach stand das Gebäude einige Jahre lang leer. Heute beherbergt das Gebäude eine Gaststätte.
Wegen seiner abgeschiedenen Lage hat der Bahnhof sein ursprüngliches Erscheinungsbild ohne bauliche Eingriffe bewahren können und ist wegen seiner technischen und geschichtlichen Bedeutung ein Kulturdenkmal aufgrund des Hessischen Denkmalschutzgesetzes.

## Verkehr

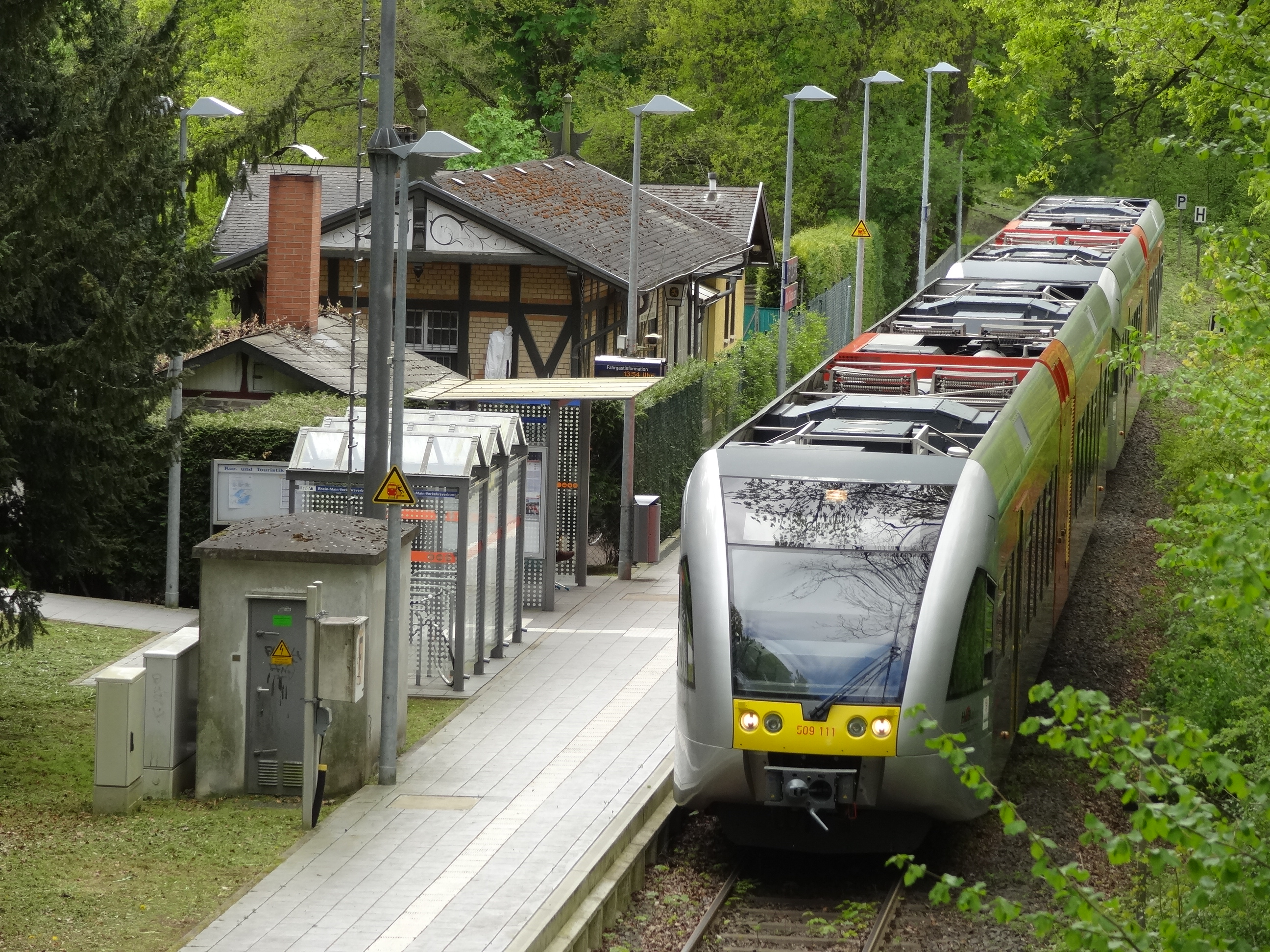
Haltepunkt Bad Salzhausen

Bad Salzhausen liegt im Tarifgebiet des Rhein-Main-Verkehrsverbundes (RMV). Der Haltepunkt wird in der Regel stündlich von Regionalbahnen der RMV-Linie 48 bedient. Betreiber ist die Hessische Landesbahn GmbH (HLB).
| Linie | Verlauf | Takt   |
| ----- | --- | ------ |
| RB 48 | Horlofftalbahn: (Frankfurt (Main) Hbf – Frankfurt (Main) West – Bad Vilbel –) (einzelne Züge zur HVZ) Friedberg (Hess) – Dorheim (Wetterau) – Beienheim – Weckesheim – Reichelsheim (Wetterau) – Gettenau-Bingenheim – Echzell – Ober-Widdersheim Häuserhof – Bad Salzhausen – Nidda Stand: Fahrplanwechsel Dezember 2021 | 60 min |